# Mobilitalea
Mobilitalea es un género de bacterias grampositivas de la familia Lachnospiraceae. Actualmente (2024) sólo contiene una especie: Mobilitalea sibirica. Fue descrito en el año 2014. Su etimología hace referencia a bacilo móvil. El nombre de la especie hace referencia a Siberia. Es anaerobia estricta, móvil y formadora de esporas terminales. Catalasa negativa. Tiene un tamaño de 0,2-0,4 μm de ancho por 1,5-20 μm de largo. Temperatura de crecimiento entre 25-47 °C, óptima de 37 °C. Es halotolerante, con una concentración óptima de NaCl de 1,5% y máxima de 8%. Se ha aislado de un manto microbiano de un baño de madera con agua caliente proveniente de un pozo de 2775 metros de profundidad, en Siberia. 